# Forrófalva
Forrófalva (románul: Faraoani) csángó magyar település Romániában, Bákó megyében.

## Fekvése
A Szeret bal partján, Bákótól délre fekvő település. A Moldvai hátság egyik központi települése, dombságok veszik körül.

## Flóra, fauna
A környékre a bükkerdők jellemzőek. Ezekben számos madárfaj mellett nagyszámú róka, farkas, borz, mezei nyúl populáció is található.

## Nevének eredete
Nevét Nagy István (Ștefan cel Mare) és a török háborúk idejében élt Forró nevű katona után kapta, ő népesítette be a falut. A lányát a hagyomány szerint a vajda vette nőül.
Más adatok szerint pedig 1420 körül a husziták alapították.

## Története
A település már nagyon régóta lakott volt. A 15. században huszita magyarok telepedtek le itt, akik a magyarországi üldözések elől menekültek ide. Nevét 1474-ben említették először Nagy István vajda oklevelében, Forrofalva néven.
1606-ban Forojano, 1641-ben Forwan, 1683-ban Forouan, 1807-ben Faraoani, 1902-ben pedig Forou-Falva néven írták.
Forrófalva lakossága a középkor óta többször kényszerült menekülésre, így 1692-ben is, azonban 1750 után újratelepült.
1761-re Moldva legnagyobb katolikus csángó magyar faluja volt. Lakói szabadparasztok (rezesek) voltak.
A falu híres volt mesterembereiről; bognárjait, kádárjait már a 18. században is említették.
Gazdag határában szőlő, gyümölcs és gabonatermesztés folyt.
A lakosság fő jövedelemforrása a zöldség- és szőlőtermesztés.

## Demográfia
- Az 1898-ban végzett népszámlálás adatai szerint 1508 többségében római katolikus lakosa volt, melyből 1443 magyar volt.
- Habár a lakosság többsége most is magyar anyanyelvű, 2002-ben mindössze 4 fő vallotta magát magyarnak, 41 csángónak.
- 2011-ben a község 3840 lakosából 102 fő (2,66%) vallotta magát magyar anyanyelvűnek.[3]

## Nevezetességek
- Római katolikus temploma a 19. század elején épült, mely helyett 1939-ben új templomot építettek Páduai Szent Antal tiszteletére.
- Szent Mártonról elnevezett római katolikus fatemploma a 16. században épült, a település temetőjében áll.

## Itt születtek, itt éltek
- Petrás Ince János (Forrófalva, 1813 – Klézse, 1886. szeptember 6.) lelkész, újságíró, folklorista, nyelvész, balladagyűjtő, a moldvai magyar népköltészet első kutatója itt született.
- Pater Dominicus Migliorati - olasz Filottrano-i születésű pap itt élt Forrófalván. 1860-ban került a moldvai Forrófalvára, egy azon kevés olasz származású papok közül, aki megtanulva a magyar nyelvet segítette a moldvai magyar közösségek munkáját.